# Caricom Reparations Commission
De Caricom Reparations Commission (CRC) is een intergouvernementele commissie die in 2013 werd opgericht binnen de Caricom. Met reparatie wordt vergoeding bedoeld aan inheemse en Afro-Caribische bewoners voor onrecht door voormalige kolonisatoren.

## Oprichting
De CRC kwam in september 2013 tot stand op advies van Sir Hilary Beckles uit Barbados, met als bijgaand doel om ook in de lidstaten tot reparatiecommissies te komen. In Suriname werd in dit kader de Nationale Reparatie Commissie Suriname ingesteld.

## 10-puntenplan
In 2014 onthulden vijftien Caribische landen het 10-puntenplan voor reparatierecht (reparatory justice), waarin eisen werden geformuleerd voor herstelbetalingen uit Europa "voor het voortdurende lijden veroorzaakt door de Trans-Atlantische slavenhandel". Tot deze eisen behoorden formele verontschuldigingen van alle betrokken landen (in tegenstelling tot "betuigingen van spijt"), repatriëring van ontheemde Afrikanen naar hun thuisland, programma's om Afrikanen te helpen meer te weten te komen over hun geschiedenis en deze te delen, en instellingen ter verbetering van de geletterdheid, fysieke gezondheid en psychische gezondheid van slavernijafstammelingen. Vertegenwoordigers van Caribische staten dreigden de kwestie voor het Internationaal Gerechtshof te brengen.